# Henrik Kreuder
Henrik Kreuder (* 18. Juni 1979) ist ein ehemaliger deutscher Basketballspieler.

## Werdegang
Kreuder wechselte 1997 vom TSV Grünberg zum TV 1860 Lich in die 2. Basketball-Bundesliga. 1999 stieg er mit Lich in die Basketball-Bundesliga auf und bestritt während der Saison 1999/2000 sieben Bundesliga-Spiele für die Mannschaft.
In der Saison 2000/01 nahm der 1,94 Meter große Flügelspieler mit dem TSV Grünberg am Wettkampfbetrieb der 2. Bundesliga teil, 2001/02 war er in derselben Liga erneut Spieler des TV Lich und spielte dann wieder für Grünberg, mit dem TSV war Kreuder bis 2006 in der Regionalliga Südwest-Nord vertreten.